# 쑤저우구

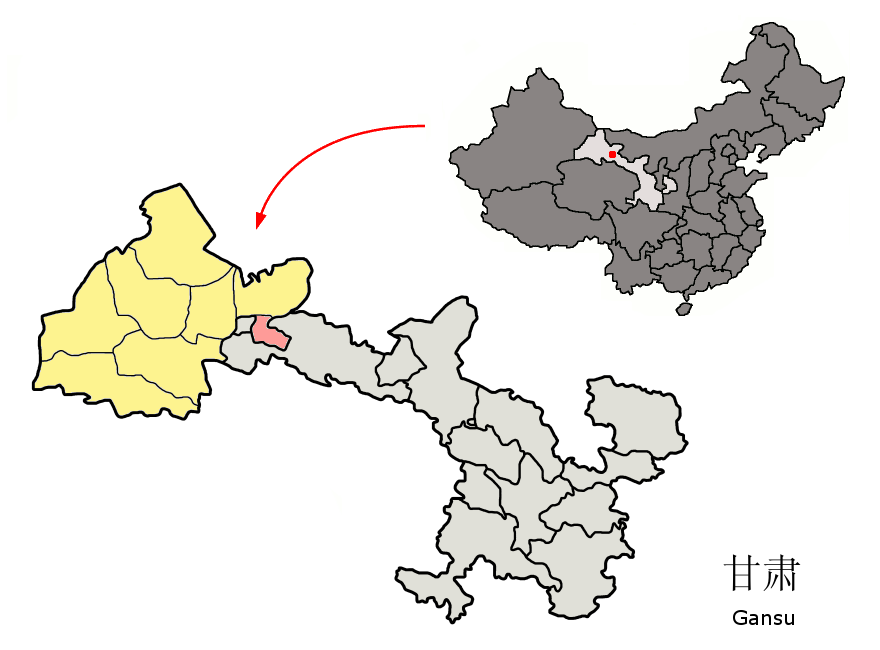
쑤저우 구의 위치

쑤저우구(중국어: 肃州区, 병음: Sùzhōu Qū)는 중화인민공화국 간쑤성 주취안 시의 현급 행정구역이다. 넓이는 3,349km2이고, 인구는 2020년 기준으로 45,5611명이다.

## 행정 구역
6개 가도, 7개 진, 8개 향, 1개 민족향을 관할한다.
- 가도변사소: 东北街道, 东南街道, 工业园街道, 新城街道, 西北街道, 西南街道.
- 진: 西洞镇, 清水镇, 总寨镇, 金佛寺镇, 上坝镇, 三墩镇, 银达镇.
- 향: 西峰乡, 泉湖乡, 果园乡, 东洞乡, 丰乐乡, 下河清乡, 屯升乡, 铧尖乡.
- 민족향: 黄泥堡裕固族乡.

## 같이 보기
- 쑤저우 (동음이의)
- 주취안시